# Raymundo Ánzar Nava
Raymundo Ánzar Nava fue un político mexicano miembro del Partido Revolucionario Institucional. Fue Secretario general de la Liga de Comunidades Agrarias en el estado de Colima. Fue diputado local en la XXXVII Legislatura del Congreso del Estado de Colima. Además, Ánzar Nava fue diputado federal en la XLII Legislatura del Congreso de la Unión de México y en la XLV Legislatura del Congreso de la Unión de México.  